# The Freeze-Out
The Freeze-Out (Brasil: O Chicote do Amor ) é um filme norte-americano de 1921, do gênero faroeste, dirigido por John Ford e estrelado por Harry Carey. O filme mudo é presumidamente considerado perdido.

## Elenco
- Harry Carey ... Ohio, o estranho
- Helen Ferguson ... Zoe Whipple
- Joe Harris ... Headlight Whipple
- Charles Le Moyne ... Denver Red
- J. Farrell MacDonald ... Bobtail McGuire
- Lydia Yeamans Titus ... Mrs. McGuire